# USS Meredith (DD-434)
USS Meredith (DD-434) là một tàu khu trục lớp Gleaves được Hải quân Hoa Kỳ chế tạo trong Chiến tranh Thế giới thứ hai. Nó đã hoạt động trong chiến tranh cho đến khi bị máy bay đối phương đánh chìm tại vùng biển quần đảo Solomon năm 1942. Nó là chiếc tàu chiến thứ hai của Hải quân Hoa Kỳ được đặt theo tên Trung sĩ Thủy quân Lục chiến Jonathan Meredith (1772-1805), người tử trận trong cuộc Chiến tranh Barbary thứ nhất.

## Thiết kế và chế tạo
Meredith được chế tạo tại Xưởng hải quân Boston. Nó được đặt lườn vào ngày 1 tháng 6 năm 1939; được hạ thủy vào ngày 24 tháng 4 năm 1940, và được đỡ đầu bởi cô Ethel Dixon Meredith. Con tàu được cho nhập biên chế cùng Hải quân Hoa Kỳ vào ngày 1 tháng 3 năm 1941 dưới quyền chỉ huy của Trung tá Hải quân William F. Mendenhall, Jr..

## Lịch sử hoạt động

### Đại Tây Dương
Sau khi hoàn tất chạy thử máy tại vùng biển Cuba, Meredith quay trở về Boston, Massachusetts vào ngày 8 tháng 6 năm 1941 và được phân về Đội khu trục 22. Nó khởi hành từ Boston vào ngày 6 tháng 7 để làm nhiệm vụ tuần tra và thực tập dọc bờ biển phía Nam cho đến ngày 20 tháng 9. Từ ngày 28 tháng 9 đến ngày 31 tháng 1 năm 1942, nó đặt căn cứ tại Hvalfjörður, Iceland và tuần tra tại khu vực giữa Iceland và eo biển Đan Mạch. Vào ngày 17 tháng 10 năm 1941 nó đã cứu vớt những người sống sót từ chiếc tàu hơi nước Anh Empire Wave bị đắm do trúng ngư lôi.
Sau khi Nhật Bản bất ngờ tấn công Trân Châu Cảng vào ngày 7 tháng 12, Meredith tham gia hộ tống và tuần tra chống tàu ngầm giữa Iceland và eo biển Đan Mạch cho đến khi nó rời Hvalfjörður vào cuối tháng 1 năm 1942 hộ tống một đoàn tàu vận tải đi đến Boston. Nó khởi hành từ Boston đi Norfolk, Virginia vào ngày 18 tháng 2 hộ tống cho thiết giáp hạm Washington, rồi tại đây gia nhập cùng tàu sân bay Hornet thuộc Lực lượng Đặc nhiệm 18.

### Thái Bình Dương
Lực lượng đặc nhiệm rời Norfolk vào ngày 4 tháng 3 thi hành một nhiệm vụ bí mật và quan trọng, băng qua kênh đào Panama và đi đến San Diego, California vào ngày 21 tháng 3. Rời San Francisco, California vào ngày 2 tháng 4, đơn vị gặp gỡ Lực lượng Đặc nhiệm 16 vào ngày 13 tháng 4, và lên đường tham gia cuộc Không kích Doolittle nổi tiếng nhắm vào Tokyo. Vào ngày 18 tháng 4, những máy bay ném bom tầm trung B-25 Mitchell được tung ra từ Hornet cho cuộc không kích đầu tiên của Đồng Minh xuống chính quốc Nhật Bản kể từ khi chiến tranh nổ ra. Meredith quay trở về đến Hawaii vào ngày 25 tháng 4.
Từ ngày 13 tháng 5 đến ngày 21 tháng 6, Meredith hộ tống các tàu chở dầu hạm đội đi đến New Caledonia, tuần tra ngoài khơi Bulari Passage và hộ tống cho chiếc Tangier quay trở về Trân Châu Cảng. Sau các đợt thực tấp tác xạ và chiến thuật, nó rời Trân Châu Cảng vào ngày 15 tháng 8 để đi Samoa, đi đến Pago Pagovào ngày 30 tháng 8, rồi hộ tống cho Lực lượng Vận tải 2 đi đến quần đảo Solomon để đổ bộ lực lượng tăng viện lên Guadalcanal vào ngày 20 tháng 9. Nó sau đó làm nhiệm vụ tuần tra tại khu vực New Hebrides.
Khởi hành từ Espiritu Santo vào ngày 12 tháng 10, giờ đây dưới quyền chỉ huy của Trung tá Hải quân Harry E. Hubbard, Meredith nằm trong thành phần một đoàn tàu cùng với Alchiba, Bellatrix, Jamestown, Nicholas và Vireo, mỗi chiếc kéo theo một xà lan chất đầy xăng máy bay và bom 500 lb (230 kg) để tiếp tế cho lực lượng trú đóng tại Guadalcanal. Hai ngày sau, khi nhận được tin tức về một lực lượng đặc nhiệm tàu sân bay Nhật đang có mặt ở khu vực phụ cận, mọi con tàu ngoại trừ Meredith và Vireo đều quay mũi rút lui. Cho dù chỉ được trang bị radar dò tìm mặt biển và không có radar dò tìm không trung, Trung tá Habbard vẫn quyết định tiếp tục hành trình để chuyển giao số xăng máy bay đang rất cần đến tại Guadalcanal.
Meredith bị một máy bay tuần tra Nhật Bản phát hiện vào sáng ngày 15 tháng 10; đến không lâu sau giữa trưa, nó đón lên tàu 68 người của chiếc Vireo để có thể rời khỏi khu vực với tốc độ cao. Tuy nhiên, đang khi chuẩn bị phóng ngư lôi đánh đắm để nó không bị lọt vào tay quân Nhật, bị tấn công bởi một lực lượng 38 máy bay ném bom, máy bay ném ngư lôi và máy bay tiêm kích hộ tống xuất phát từ tàu sân bay Nhật Zuikaku. Chỉ trong vòng ba phút sau khi bắt đầu, một quả bom phát nổ ngay bên dưới cầu tàu, phá hủy mọi thiết bị thông tin, điều khiển bánh lái và kiểm soát hỏa lực. Một quả bom thứ hai phát nổ phía trước bên mạn trái, và một quả ngư lôi nổ bên dưới phòng đạn pháo, gây ra những đám cháy do nhiên liệu rò rỉ từ các thùng chứa.
Meredith kháng cự một cách anh dũng, bắn rơi ba máy bay tấn công, nhưng nó bị đánh trúng khoảng 14 quả bom và bảy quả ngư lôi; nó lật úp và đắm trong vòng mười phút tại tọa độ 11°53′N 163°20′Đ / 11,883°N 163,333°Đ. Trong tổng số 273 thành viên thủy thủ đoàn vào ngày hôm đó, chỉ có tám sĩ quan và 73 thủy thủ sống sót qua cuộc tấn công trong ba ngày tiếp theo trong vùng biển đầy cá mập, cho đến khi được các chiếc Grayson, Seminole và Gwin cứu vớt. Sáu thành viên của Meredith tìm cách bơi trở lại Vireo, và được một thủy phi cơ PBY Catalina cứu vớt vào ngày 19 tháng 10.

## Phần thưởng
Meredith được tặng thưởng một Ngôi sao Chiến trận do thành tích phục vụ trong Thế Chiến II.